# Spherillo punctatus
Spherillo punctatus là một loài chân đều trong họ Armadillidae. Loài này được Nunomura miêu tả khoa học năm 2007.